# ヘンリー・レヴィー
ヘンリー・レヴィー（Henry Lewy, 1926年5月31日 - 2006年8月8日）は、アメリカ合衆国のレコーディング・エンジニア、音楽プロデューサー。ジョニ・ミッチェルの代表作を数多く手がけたことで知られる。

## 来歴
ヴァイマル共和国マクデブルク出身。本名は Heinz Lewy。ユダヤ人一家に生まれ、父親は農業機械の会社を経営していた。1939年に一家はドイツを逃れ、イギリス、カナダを経由してアメリカに入国した。ジョージア州サバンナに住み着いたのち、ロサンゼルスに移る。レヴィーは1945年にハリウッド高校を卒業しアメリカ陸軍に入隊。除隊後はサンディエゴやラスベガス、ロサンゼルスのラジオ局でエンジニアやアナウンサーとして働いた。
1950年代に南アフリカ共和国でエンジニアリングを勉強した。ロサンゼルスのエレクトロヴォックス・スタジオで働いたあと、リバティ・レコードに移った。ゴールドスター・レコードではボーンズ・ハウの下でママス&パパスやジョニー・リヴァースのレコードを制作した。
1967年、A&Mレコードに移る。デヴィッド・クロスビーにジョニ・ミッチェルを紹介され、『青春の光と影』（1969年）から『ナイト・ライド・ホーム』（1991年）まで20年以上にわたりミッチェルの作品に関わった。70年代はアサイラム・レコードを中心に様々なシンガーソングライターたちのレコードを手がけた。
1980年代末に引退。2006年8月8日、アリゾナ州プレスコットで亡くなった。80歳没。

## 主なプロデューサー・エンジニア・ミキサー作品
| 年号   | アーティスト                                              | 作品名                                                 | 担当                         |
| ------ | --------------------------------------------------------- | ------------------------------------------------------ | ---------------------------- |
| 1965年 | ゲイリー・ルイス&ザ・プレイボーイズ                       | This Diamond Ring                                      | エンジニア                   |
| 1966年 | ママス&パパス                                             | The Mamas & the Papas                                  | エンジニア                   |
| 1966年 | アソシエイション                                          | Renaissance                                            | エンジニア                   |
| 1967年 | バート・バカラック                                        | Reach Out                                              | エンジニア（A4, A5, B3, B4） |
| 1968年 | セルジオ・メンデス＆ブラジル '66                          | Look Around                                            | エンジニア                   |
| 1968年 | ロジャー・ニコルズ&ザ・スモール・サークル・オブ・フレンズ | Roger Nichols & The Small Circle of Friends            | エンジニア                   |
| 1968年 | クロディーヌ・ロンジェ                                    | Love Is Blue                                           | エンジニア                   |
| 1969年 | フライング・ブリトー・ブラザーズ                          | The Gilded Palace of Sin                               | プロデューサー、エンジニア   |
| 1969年 | プロコル・ハルム                                          | ソルティ・ドッグ                                       | エンジニア（B2）             |
| 1969年 | ジョー・コッカー                                          | Joe Cocker!                                            | エンジニア                   |
| 1969年 | ジョニ・ミッチェル                                        | 青春の光と影                                           | エンジニア                   |
| 1970年 | ジョニ・ミッチェル                                        | レディズ・オブ・ザ・キャニオン                         | エンジニア                   |
| 1970年 | フライング・ブリトー・ブラザーズ                          | Burrito Deluxe                                         | プロデューサー、エンジニア   |
| 1971年 | デヴィッド・クロスビー                                    | イフ・アイ・クッド・オンリー・リメンバー・マイ・ネーム | エンジニア（A1）             |
| 1971年 | ジョニ・ミッチェル                                        | ブルー                                                 | エンジニア                   |
| 1971年 | ジュディ・シル                                            | Judee Sill                                             | プロデューサー               |
| 1971年 | デヴィッド・ブルー                                        | Stories                                                | プロデューサー、エンジニア   |
| 1971年 | クレイジー・ホース                                        | Crazy Horse                                            | ミキサー                     |
| 1972年 | ジョニ・ミッチェル                                        | バラにおくる                                           | エンジニア                   |
| 1973年 | ジョーン・バエズ                                          | Where Are You Now, My Son?                             | エンジニア                   |
| 1973年 | バーバラ・キース                                          | Barbara Keith                                          | エンジニア                   |
| 1974年 | ジョニ・ミッチェル                                        | コート・アンド・スパーク                               | エンジニア                   |
| 1974年 | ジョニ・ミッチェル                                        | マイルズ・オブ・アイルズ                               | エンジニア、ミキサー         |
| 1975年 | ジョニ・ミッチェル                                        | 夏草の誘い                                             | エンジニア                   |
| 1976年 | ジョニ・ミッチェル                                        | 逃避行                                                 | エンジニア                   |
| 1976年 | スティーヴン・ビショップ                                  | Careless                                               | プロデューサー、エンジニア   |
| 1976年 | キース・キャラダイン                                      | I'm Easy                                               | ミキサー（B2, B3）           |
| 1977年 | ジョニ・ミッチェル                                        | ドンファンのじゃじゃ馬娘                               | エンジニア                   |
| 1979年 | ミニー・リパートン                                        | Minnie                                                 | プロデューサー、エンジニア   |
| 1979年 | ジョニ・ミッチェル                                        | ミンガス                                               | エンジニア                   |
| 1979年 | レナード・コーエン                                        | Recent Songs                                           | プロデューサー、エンジニア   |
| 1980年 | ジョニ・ミッチェル                                        | シャドウズ・アンド・ライト                             | エンジニア                   |
| 1980年 | ヴァン・モリソン                                          | Common One                                             | プロデューサー、エンジニア   |